# Bié
Bié je vnitrozemská provincie Angoly, ležící na takzvané Plan Alto, tedy náhorní plošině. Tvar provincie připomíná srdce a svou velikostí (70 314 km²) se může srovnávat s Českem. Bié je pramennou oblastí významných afrických řek: Kwando, Kongo, Okawango, Kunene. Nadmořská výška na většině území přesahuje 1500 m n. m. Provincie byla silně zasažena občanskou válkou, zničena byla téměř veškerá infrastruktura a mnohé oblasti jsou stále zaminované.
Současná populace v provincii se jen odhaduje, obvykle se uvádí 1 200 000 obyvatel. Hlavní město se nazývá Kuito, další okresní města (municípia) jsou: Andulo, Nharea, Cunhinga, Chinguar, Chitembo, Catabola, Camacupa, Cuemba. Okresy se dále dělí na komuny, těch je celkem 39.
Provincie Bié patří mezi jednu z prioritních oblastí české rozvojové spolupráce. Mezi roky 2006–09 zde probíhal projekt „Fish and Chicken“, poradenství v oblasti chovu ryb a drůbeže, řešený Českou zemědělskou univerzitou v Praze. Stejná univerzita realizuje v Kuitu projekt „Centrum zemědělského vzdělávání“ a v provincii působí také organizace Člověk v tísni.